# Miệng cống - Cảm giác của tiên giới
Miệng cống - Cảm giác của tiên giới (tiếng Hàn: 맨홀: 이상한 나라의 필; Romaja: Maenhol: Isanghan Naraeui Pil; dịch nghĩa đen: "Manhole: Wonderland’s Feel") là một bộ phim truyền hình Hàn Quốc với dàn diễn viên chính Kim Jae-joong, Uee, Baro, Jung Hye-sung. Phim được phát sóng vào thứ tư thứ năm hàng tuần trong khung giờ 22:00 (KST) trên kênh KBS2, bắt đầu từ ngày 9 tháng 8 năm 2017 đến ngày 28 tháng 9 năm 2017.

## Nội dung
Vì dự đoán trước số phận của mình, Bong Pil đã du hành từ hiện tại trở về quá khứ rồi quay trở lại vào lúc 24:00. Mục đích chính của việc này là ngăn chặn tiệc cưới người mình yêu sắp diễn ra. Trong quá trình ngăn chặn này, anh đã gây ra những vụ việc vô cùng hài hước.

## Dàn diễn viên

### Vai chính
- Kim Jae-joong vai Bong-pil
- Uee vai Kang Soo-jin
- Jung Hye-sung vai Oh Jin-sook
- Baro vai Jo Suk-tae

### Vai phụ

#### Gia đình hàng xóm
- Lee Sang-yi vai Oh Dal-soo
- Kang Hong Suk vai Yang Koo-gil
- Kim Min-ji vai Hong Jung-ae

#### Bố mẹ của vai chính
- Joo Jin-mo vai Bong Dal
- Kim Hye-ok vai Yoon Kkeut-soon
- Woo Hyun vai bố của Suk-tae
- Seo Hyun-chuk vai bố của Soo-jin
- Lee Yun-kyung vai mẹ của Soo-jin

#### Người lạ trong khu phố
- Jang Mi-kwan vai Park Jae-hyun

#### Bongbong Pub
- Seo Young vai Mi-ja
- Son Ji-an vai Yoon-mi

##### Vai trò khác
- Park Ah-in vai Park Young-joo
- Kim Young-ok
- Jung In-gi
- Kim Dae-gon
- Kim Joong-kil
- Choi Yoon-bin
- Park Hee-kon
- Seon Woo-sung
- Heo Soo-jung
- Son Kyung-won
- Lee Seung-hoon
- Go Man-kyoo
- Ha Jin
- Ri Min
- Lee Jae-eun
- Kim Ji-sun
- Ahn Hee-joo
- Yoo Geum
- Park Sang-yong
- Jo Hee
- Oh Yong
- Kim Kwon
- Kim Kyu-chul
- Song Ha-rim
- Park Chan-hong
- Sung Hyun-joon
- Park Shi-yun
- Heo Soo-jung
- Park Do-joon
- Han Jae-woong
- Kim Bong-soo
- Lee Seung-hyun
- Kim Hae-kon
- Choi Yoon-joon
- Song Kyung-hwa
- Tae Won-suk
- Park Hee-kon
- Lee Dong-hee
- Choi Kyo-shik

## Nhạc phim

### Phần 1
| STT              | Nhan đề                     | Nghệ sĩ              | Thời lượng |
| ---------------- | --------------------------- | -------------------- | ---------- |
| 1.               | "Airplane" (비행기)         | Louie (Geeks) Hayana | 03:38      |
| 2.               | "Airplane" (비행기) (Inst.) |                      | 03:38      |
| Tổng thời lượng: | Tổng thời lượng:            | Tổng thời lượng:     | 07:16      |

### Phần 2
| STT              | Nhan đề                        | Nghệ sĩ          | Thời lượng |
| ---------------- | ------------------------------ | ---------------- | ---------- |
| 1.               | "To You" (너의 앞으로)         | Sooyoon          | 02:50      |
| 2.               | "To You" (너의 앞으로) (Inst.) |                  | 02:50      |
| Tổng thời lượng: | Tổng thời lượng:               | Tổng thời lượng: | 05:40      |

### Phần 3
| STT              | Nhan đề                    | Nghệ sĩ          | Thời lượng |
| ---------------- | -------------------------- | ---------------- | ---------- |
| 1.               | "Tell Me" (말해줘)         | Sandeul ( B1A4 ) | 03:14      |
| 2.               | "Tell Me" (말해줘) (Inst.) |                  | 03:14      |
| Tổng thời lượng: | Tổng thời lượng:           | Tổng thời lượng: | 06:28      |

### Phần 4
| STT              | Nhan đề                                | Nghệ sĩ          | Thời lượng |
| ---------------- | -------------------------------------- | ---------------- | ---------- |
| 1.               | "It's a Secret" (쉿! 비밀인데)         | Norwegian Wood   | 03:26      |
| 2.               | "It's a Secret" (쉿! 비밀인데) (Inst.) |                  | 03:26      |
| Tổng thời lượng: | Tổng thời lượng:                       | Tổng thời lượng: | 06:52      |

### Phần 5
| STT              | Nhan đề             | Nghệ sĩ          | Thời lượng |
| ---------------- | ------------------- | ---------------- | ---------- |
| 1.               | "Run a Way"         | U-KISS           | 03:39      |
| 2.               | "Run a Way" (Inst.) |                  | 03:39      |
| Tổng thời lượng: | Tổng thời lượng:    | Tổng thời lượng: | 07:18      |

### Phần 6
| STT              | Nhan đề                    | Nghệ sĩ                   | Thời lượng |
| ---------------- | -------------------------- | ------------------------- | ---------- |
| 1.               | "For You" (너에게)         | Kim E-Z (Ggotjam Project) | 03:33      |
| 2.               | "For You" (너에게) (Inst.) |                           | 03:33      |
| Tổng thời lượng: | Tổng thời lượng:           | Tổng thời lượng:          | 07:06      |

### Phần 7
| STT              | Nhan đề                | Nghệ sĩ          | Thời lượng |
| ---------------- | ---------------------- | ---------------- | ---------- |
| 1.               | "Stay With Me"         | Kim Ji-soo       | 03:24      |
| 2.               | "Stay With Me" (Inst.) |                  | 03:24      |
| Tổng thời lượng: | Tổng thời lượng:       | Tổng thời lượng: | 06:48      |

### Phần 8
| STT              | Nhan đề                             | Nghệ sĩ          | Thời lượng |
| ---------------- | ----------------------------------- | ---------------- | ---------- |
| 1.               | "Love Come" (사랑이 찾아와)         | Maktub           | 03:27      |
| 2.               | "Love Come" (사랑이 찾아와) (Inst.) |                  | 03:27      |
| Tổng thời lượng: | Tổng thời lượng:                    | Tổng thời lượng: | 06:54      |

### Phần 9
| STT              | Nhan đề            | Nghệ sĩ          | Thời lượng |
| ---------------- | ------------------ | ---------------- | ---------- |
| 1.               | "With You"         | Kevin Oh         | 04:24      |
| 2.               | "With You" (Inst.) |                  | 04:24      |
| Tổng thời lượng: | Tổng thời lượng:   | Tổng thời lượng: | 08:48      |

## Tỷ suất người xem
Trong bảng dưới, số màu xanh chỉ tỷ suất người xem thấp nhất, số màu đỏ chỉ tỷ suất người xem cao nhất
| Tập        | Ngày phát sóng      | Tỷ suất người xem | Tỷ suất người xem | Tỷ suất người xem        | Tỷ suất người xem        |
| Tập        | Ngày phát sóng      | Tỷ suất theo TNmS | Tỷ suất theo TNmS | Tỷ suất theo AGB Nielsen | Tỷ suất theo AGB Nielsen |
| Tập        | Ngày phát sóng      | Toàn quốc         | Vùng thủ đô Seoul | Toàn quốc                | Vùng thủ đô Seoul        |
| ---------- | ------------------- | ----------------- | ----------------- | ------------------------ | ------------------------ |
| 1          | 9 tháng 8 năm 2017  | 3,9%              | 4,5%              | 3,1%                     | 3,7%                     |
| 2          | 10 tháng 8 năm 2017 | 3,0%              | 3,7%              | 2,8%                     | 3,5%                     |
| 3          | 16 tháng 8 năm 2017 | 3,4%              | 3,8%              | 2,2%                     | 2,5%                     |
| 4          | 17 tháng 8 năm 2017 | 3,1%              | 3,5%              | 2,0%                     | 2,4%                     |
| 5          | 23 tháng 8 năm 2017 | 3,0%              | 3,6%              | 2,0%                     | 2,7%                     |
| 6          | 24 tháng 8 năm 2017 | 2,5%              | 2,8%              | 2,5%                     | 2,4%                     |
| 7          | 30 tháng 8 năm 2017 | 2,3%              | 3,1%              | 2,0%                     | 2,8%                     |
| 8          | 31 tháng 8 năm 2017 | 2,2%              | 2,7%              | 1,4%                     | 1,9%                     |
| 9          | 6 tháng 9 năm 2017  | 2,5%              | 2,8%              | 2,2%                     | 2,3%                     |
| 10         | 7 tháng 9 năm 2017  | 2,5%              | 2,9%              | 1,8%                     | 2,2%                     |
| 11         | 13 tháng 9 năm 2017 | 2,5%              | 2,9%              | 2,1%                     | 2,5%                     |
| 12         | 14 tháng 9 năm 2017 | 2,4%              | 2,6%              | 1,9%                     | 2,1%                     |
| 13         | 20 tháng 9 năm 2017 | 2,6%              | 3,3%              | 2,6%                     | 3,4%                     |
| 14         | 21 tháng 9 năm 2017 | 2,6%              | 3,3%              | 2,3%                     | 3,0%                     |
| 15         | 27 tháng 9 năm 2017 | 2,7%              | 3,6%              | 1,9%                     | 2,8%                     |
| 16         | 28 tháng 9 năm 2017 | 2,5%              | 3,2%              | 1,9%                     | 2,6%                     |
| Trung bình | Trung bình          | 2,73%             | 3,27%             | 2,14%                    | 2,68%                    |